# Turnurile Petronas

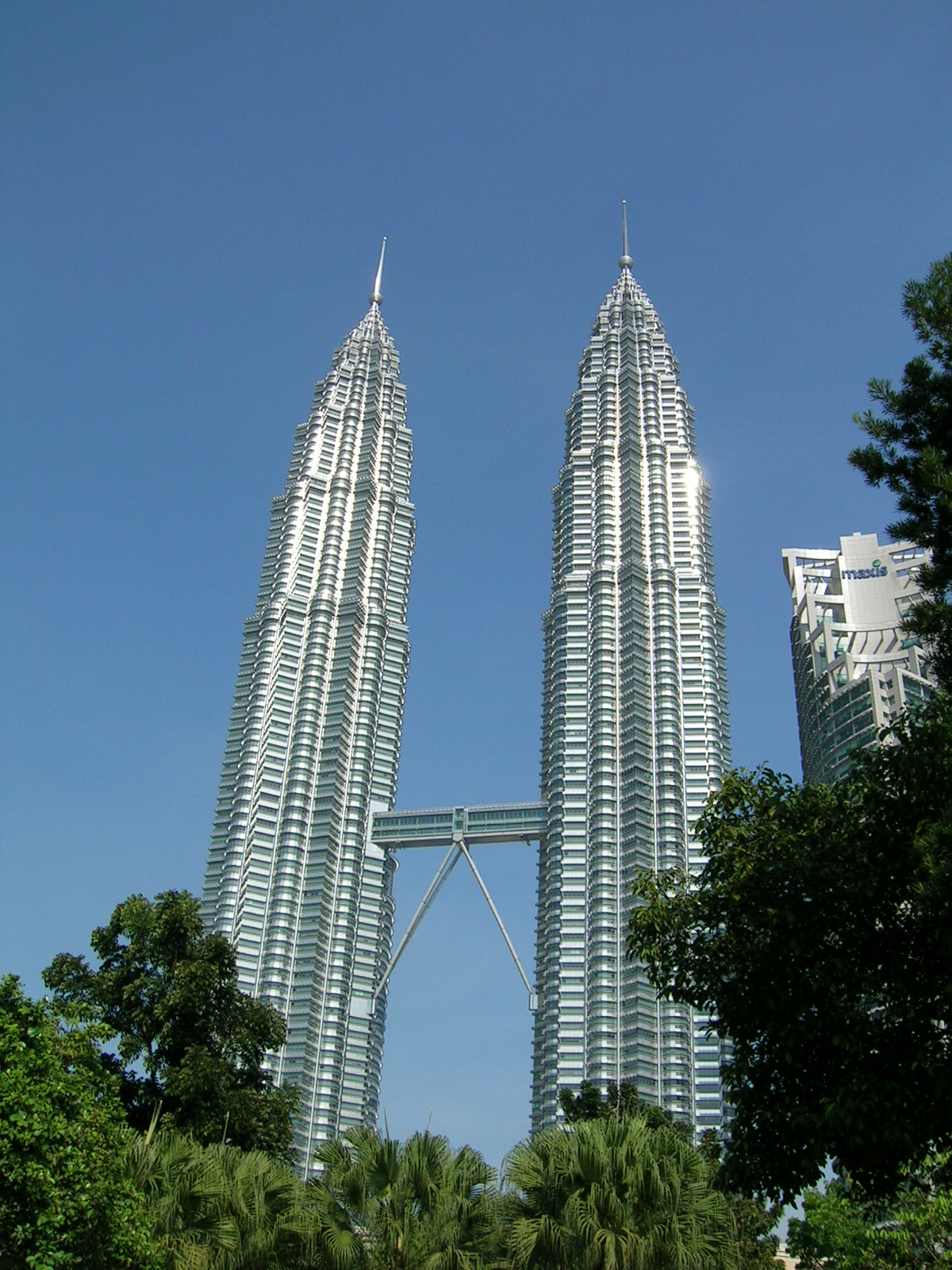
Turnurile gemene Petronas

Turnurile Petronas, din Kuala Lumpur, Malaysia, construite în anii 1995-1998 pentru birouri, sunt o reușită inginerească colosală dar, pentru a le putea construi, arhitectul César Pelli și echipa sa au trebuit să depășească prioritățile aflate în conflict, lipsa materiilor prime standard și instabilitatea solului.
Turnurile au fiecare câte 88 de etaje, din care 78 de etaje deservite de lifturi, și au o înălțime maximă de 452 m, la vârful antenei montate pe acoperiș, ultimul etaj aflându-se la înălțimea de 375 m.Fiecare turn are peste 300000 de tone,deoarece turnurile sunt construite din beton.
Turnurile Petronas detin mai multe recorduri mondiale: cele mai inalte turnuri gemene, cea mai adanca fundatie din lume, cea mai inalta pasarela din lume. Pentru construirea lor s-a cheltuit peste un miliard de dolari.